# Kurkelansaari (ö i Norra Karelen)
Kurkelansaari är en ö i Finland. Den ligger i vattendraget Koitajoki och i kommunen Ilomants i den ekonomiska regionen  Joensuu ekonomiska region  och landskapet Norra Karelen, i den sydöstra delen av landet, 400 km nordost om huvudstaden Helsingfors. Öns area är 7,7 hektar och dess största längd är 0,6 kilometer i sydöst-nordvästlig riktning.